# 3,5-二氯苯酚
3,5-二氯苯酚（3,5-DCP）是一种有机氯化合物，化学式为Cl2C6H3OH，它是二氯苯酚的六种同分异构体之一。